# Arzenc-de-Randon
Arzenc-de-Randon – miejscowość i gmina we Francji, w regionie Oksytania, w departamencie Lozère. W 2013 roku populacja gminy wynosiła 216 mieszkańców. Przez teren gminy przepływa rzeka Colagne. 